# Naenaria grandiceps
Naenaria grandiceps là một loài tò vò trong họ Ichneumonidae.